# HTC Touch Dual
HTC Touch Dual (известен также под именами HTC Nike, HTC Touch Slide и FOMA HT1100) — коммуникатор на платформе Windows Mobile, выпущенный компанией HTC. Устройство относится к аппаратам серии P с интерфейсом TouchFLO. Продажи коммуникатора в Европе начались 1 октября 2007 года, продажи в США стартовали во втором квартале 2008 года.

## Особенности
Аппарат управляется операционной системой Windows Mobile 6.0, поверх которой используется фирменная оболочка TouchFLO. Особенностью коммуникатора стало то, что на момент запуска продаж он обеспечивал полноценную поддержку сетей 3.5G (HSDPA).

## Обзоры в прессе
- Артем Лутфуллин. HTC Touch Dual. Часть первая – дизайн, управление, аппаратная составляющая. Mobile-review.com (28 декабря 2008). Дата обращения: 15 декабря 2010.
- Артем Лутфуллин. HTC Touch Dual. Часть вторая – программная составляющая, интерфейс. Mobile-review.com (9 января 2009). Дата обращения: 15 декабря 2010.
- Bonnie Cha. HTC Touch Dual (Unlocked) (англ.). 2011 CBS Interactive. All rights reserved (CNET) (6 сентября 2008). Дата обращения: 26 января 2011. Архивировано 26 апреля 2012 года.
- Дмитрий Рябинин. HTC Touch Dual :: Обзор :: Пользовательский интерфейс. 1998-2011 "СОТОВИК" (8 октября 2007). Дата обращения: 26 января 2011.
- Сергей Соломатин. HTC Touch и HTC Touch Dual. Прикосновения моды или трогать пальцами разрешается. Copyright  1997—2011, iXBT.com (19 августа 2008). Дата обращения: 26 января 2011.